# 田嘉禾
田嘉禾（？年—？年），又名哈喇帖木，温州平阳县人，永乐时期的尚宝监太监。

## 生平
洪武时期，侍奉燕王府。建文时期，在靖难之役中立有奇功。永乐年间，晋升至尚宝监太监。